# Černý Nadýmač
Černý Nadýmač este o arie protejată (arie specială de conservare — SAC, sit de importanță comunitară — SCI) din Republica Cehă întinsă pe o suprafață de 24,37 ha, integral pe uscat.

## Localizare
Centrul sitului Černý Nadýmač este situat la coordonatele 50°04′26″N 15°34′57″E / 50.073889°N 15.5825°E.

## Înființare
Situl Černý Nadýmač a fost declarat sit de importanță comunitară în aprilie 2005 pentru a proteja 1 specie de plante. Situl a fost protejat și ca arie specială de conservare în ianuarie 2014.

## Biodiversitate
Situată în ecoregiunea continentală, aria protejată conține 1 habitat natural: Lacuri eutrofice naturale cu vegetație de tip Magnopotamion sau Hydrocharition.
La baza desemnării sitului se află o specie protejată de  plante: Coleanthus subtilis.